# Ladislav Moulík
Ladislav Moulík (28. června 1892 Smíchov – 6. března 1942 Auschwitz) byl český tělovýchovný pracovník a člen sokola, sestavil sbírky sokolských pochodů, účastník druhého odboje.

## Dílo
- Vzorný sborník sokolských pochodových písní s nápěvy. Praha-Smíchov: Otto Girgal, 1922

## Památka
- Je po něm od roku 1947 pojmenována ulice Moulíkova u Smíchovského nádraží v Praze.[1]